# 북광산 나들목
북광산 나들목(N.Gwangsan IC)은 전라남도 장성군 남면 삼태리에 설치된 호남고속도로의 15-1번 교차로이다. 나들목 진출입로는 남면 월정리와 접하고 있으며, 하남진곡산단로와 입체교차로를 이루고 있다. 나들목 명칭과는 달리 실제 나들목 소재지는 광주광역시 광산구가 아닌 전라남도 장성군에 위치해 있다.

## 연혁
- 2016년 1월 20일 : 나들목 개통과 함께 영업 개시

## 구조물 정보
- 위치: 전라남도 장성군 남면 삼태리

## 접속하는 도로
- 하남진곡산단로